# لاري كامبل (سياسي)
لاري كامبل (بالإنجليزية: Larry Campbell)‏ هو سياسي أمريكي، ولد في 31 يوليو 1931 بدي موين في الولايات المتحدة. حزبياً، نشط في الحزب الجمهوري. وقد انتخب عضو مجلس نواب أوريغون.